# Scymnus ferrugatus
Större rödstjärtspiga (Scymnus ferrugatus) är en skalbaggsart som först beskrevs av Karl von Moll 1785. Den ingår i släktet Scymnus och familjen nyckelpigor.

## Beskrivning
Kroppen är bred och oval. Bakre delen av huvudet är orange, nackskölden är rödorange med en mörk, trapetsformad markering baktill, täckvingarna är övervägande svarta med den bakersta delen orange, och undersidan är svart i den främre delen, men från sternit 2 eller 3 (sterniter är segmenten på bakkroppens undersida) är den rödorange. Kroppen är täckt av en grå behåring. Nyckelpigan är liten, om än inte så liten som de övriga arterna i släktet: Kroppslängden är 2,5 till 3 mm, och största bredden strax över 2 mm.

## Utbredning
Utbredningsområdet omfattar Centraleuropa från östra Frankrike i väster till nordligaste Italien i söder, samt en population i Baltikum och vidare österut via Vitryssland, Ukraina, Ryssland, Sibirien och Kazakstan till Sibirien, Mongoliet och Kina. I Sverige anger Artdatabanken arten som livskraftig, bofast och reproducerande, men inga specifika fynd är angivna; även i Finland är arten klassificerad som livskraftig, och observationer har gjorts från de sydligaste delarna av landet upp till Birkaland och Norra Karelen.

## Ekologi
Habitatet utgörs av våtängar, skogsbryn, i häckar och buskage, men den kan även förekomma i torrare biotoper, som sluttningar. Den större rödstjärtspigan lever i gräs, på blommande buskar och träd (som björkar, lönnar, plommonsläktet och videsläktet). Undantagsvis kan nyckelpigan även påträffas bland rötter, mossa och detritus. Födan består av bladlöss. Arten övervintrar bland vissna löv, under barkflagor och i mossa.